# Región geográfica intermedia de Caruaru
La región geográfica intermedia de Caruaru es una de las cuatro regiones intermedias del estado brasileño de Pernambuco y una de las 134 regiones intermedias de Brasil, creadas por el Instituto Brasileño de Geografía y Estadística (IBGE) en 2017. Está compuesta por 64 municipios, distribuidos en cuatro regiones geográficas inmediatas.
Su población total estimada por el Instituto Brasileño de Geografía y Estadística (IBGE) para el 1º de julio de 2018 es de 2 279 232 habitantes, distribuidos en una área total de 30 006,257 km².
Caruaru es el municipio más poblado de la región intermedia, con 685.789 habitantes, en consonancia con estimativas de 2024 del Instituto Brasileño de Geografía y Estadística (IBGE).

## Regiones geográficas inmediatas
| Región Geográfica Inmediata | Código | Localização              | Municipios  |
| --------------------------- | ------ | ------------------------ | ----------- |
| Caruaru                     | 260009 |                          | Agrestina   |
| Caruaru                     | 260009 | Altinho                  |             |
| Caruaru                     | 260009 | Barra de Guabiraba       |             |
| Caruaru                     | 260009 | Bezerros                 |             |
| Caruaru                     | 260009 | Bonito                   |             |
| Caruaru                     | 260009 | Brejo da Madre de Deus   |             |
| Caruaru                     | 260009 | Cachoeirinha             |             |
| Caruaru                     | 260009 | Camocim de São Félix     |             |
| Caruaru                     | 260009 | Caruaru                  |             |
| Caruaru                     | 260009 | Chã Grande               |             |
| Caruaru                     | 260009 | Cumaru                   |             |
| Caruaru                     | 260009 | Cupira                   |             |
| Caruaru                     | 260009 | Gravatá                  |             |
| Caruaru                     | 260009 | Ibirajuba                |             |
| Caruaru                     | 260009 | Jataúba                  |             |
| Caruaru                     | 260009 | Lagoa dos Gatos          |             |
| Caruaru                     | 260009 | Panelas                  |             |
| Caruaru                     | 260009 | Riacho das Almas         |             |
| Caruaru                     | 260009 | Sairé                    |             |
| Caruaru                     | 260009 | Santa Cruz do Capibaribe |             |
| Caruaru                     | 260009 | São Caetano              |             |
| Caruaru                     | 260009 | São Joaquim do Monte     |             |
| Caruaru                     | 260009 | Taquaritinga do Norte    |             |
| Caruaru                     | 260009 | Toritama                 |             |
| Garanhuns                   | 260010 |                          | Águas Belas |
| Garanhuns                   | 260010 | Angelim                  |             |
| Garanhuns                   | 260010 | Bom Conselho             |             |
| Garanhuns                   | 260010 | Brejão                   |             |
| Garanhuns                   | 260010 | Caetés                   |             |
| Garanhuns                   | 260010 | Calçado                  |             |
| Garanhuns                   | 260010 | Canhotinho               |             |
| Garanhuns                   | 260010 | Capoeiras                |             |
| Garanhuns                   | 260010 | Correntes                |             |
| Garanhuns                   | 260010 | Garanhuns                |             |
| Garanhuns                   | 260010 | Iati                     |             |
| Garanhuns                   | 260010 | Jucati                   |             |
| Garanhuns                   | 260010 | Jupi                     |             |
| Garanhuns                   | 260010 | Jurema                   |             |
| Garanhuns                   | 260010 | Lagoa do Ouro            |             |
| Garanhuns                   | 260010 | Lajedo                   |             |
| Garanhuns                   | 260010 | Palmeirina               |             |
| Garanhuns                   | 260010 | Paranatama               |             |
| Garanhuns                   | 260010 | Quipapá                  |             |
| Garanhuns                   | 260010 | Saloá                    |             |
| Garanhuns                   | 260010 | São João                 |             |
| Garanhuns                   | 260010 | Terezinha                |             |
| Arcoverde                   | 260011 |                          | Arcoverde   |
| Arcoverde                   | 260011 | Buíque                   |             |
| Arcoverde                   | 260011 | Custódia                 |             |
| Arcoverde                   | 260011 | Ibimirim                 |             |
| Arcoverde                   | 260011 | Inajá                    |             |
| Arcoverde                   | 260011 | Itaíba                   |             |
| Arcoverde                   | 260011 | Manari                   |             |
| Arcoverde                   | 260011 | Pedra                    |             |
| Arcoverde                   | 260011 | Sertânia                 |             |
| Arcoverde                   | 260011 | Tupanatinga              |             |
| Arcoverde                   | 260011 | Venturosa                |             |
| Belo Jardim-Pesqueira       | 260012 |                          | Alagoinha   |
| Belo Jardim-Pesqueira       | 260012 | Belo Jardim              |             |
| Belo Jardim-Pesqueira       | 260012 | Pesqueira                |             |
| Belo Jardim-Pesqueira       | 260012 | Poção                    |             |
| Belo Jardim-Pesqueira       | 260012 | Sanharó                  |             |
| Belo Jardim-Pesqueira       | 260012 | São Bento do Una         |             |
| Belo Jardim-Pesqueira       | 260012 | Tacaimbó                 |             |